# Вашук (округ)
Вашук (урду ضلع واشک‎, англ. Washuk District) — один из 30 округов пакистанской провинции Белуджистан. Административный центр — город Вашук.

## География
Площадь округа — 33 093 км². На севере граничит с округом Чагай, на востоке — с округом Харан, на юге — с округом Панджгур, на западе с территорией Ирана.

## Административно-территориальное деление
Округ делится на три техсила:
- Вашук
- Машхе
- Басима

## Население
По данным переписи 1998 года, население округа составляло 90 368 человек, из которых мужчины составляли 52,9 %, женщины — соответственно 47,1 %. Уровень грамотности населения (от 10 лет и старше) составлял 35 %. Средняя плотность населения — 2,7 чел./км².